# Lewis Franklin Powell, Jr.
Lewis Franklin Powell, Jr. (Suffolk, 19 settembre 1907 – Richmond, 25 agosto 1998) è stato giudice associato della Corte suprema degli Stati Uniti d'America dal 1972 al 1987.
Nominato dal presidente repubblicano Richard Nixon, nonostante fosse un democratico, è stato una "voce della moderazione": votando generalmente dalla parte dei conservatori in casi riguardanti il diritto commerciale e penale, ma opponendosi spesso alle decisioni di Nixon e poi Reagan in altri casi.